# Richard Windbichler
Richard Windbichler (Vienna, 2 aprile 1991) è un ex calciatore austriaco.

## Carriera

### Club
Debutta con l'Admira Wacker il 6 marzo 2010 nel pareggio casalingo a reti bianche contro il Wacker Innsbruck. Segna il primo gol in prima squadra il 14 settembre 2010 nella vittoria casalinga per 3-2 contro il Sankt Pölten, dove al 90' mette a segno la rete che fissa il risultato finale.

### Nazionale
Debutta con la Nazionale U-19 il 15 ottobre 2009 nella vittoria fuori casa per 0-1 contro la Scozia U-19, dove subentra al 32' a Marcel Ziegl.
Debutta in Nazionale U-20 il 30 luglio 2011 nel pareggio casalingo per 0-0 contro il Panamá U-20. Gioca l'ultima partita in Under 20 il 5 agosto 2011 nella sconfitta fuori casa per 4-0 contro l'Egitto U-20.
Debutta con la Nazionale U-21 il 1º settembre 2011 nella vittoria fuori casa per 1-4 contro il Lussemburgo U-21.

## Palmarès

### Club

#### Competizioni nazionali
- Erste Liga: 1

Admira Wacker Mödling: 2010-2011